# Библиотека «Дружбы народов»
Библиотека «Дружбы народов» — приложение к журналу «Дружба народов», своеобразная книжная серия, выпуском которой занималось московское издательство Известия. Основана в 1971 году.

## Книги приложения\серии

### 1971 год
| Автор           | Наименование              | Перевод (если имеется)     | Тираж       |
| --------------- | ------------------------- | -------------------------- | ----------- |
| Т. Каипбергенов | Дочь Каракалпакии         |                            |             |
| Н. Рыбак        | Переяславская рада. Том 1 | С украинского Б. Турганова | 250000 экз. |
| Н. Рыбак        | Переяславская рада. Том 2 | С украинского Б. Турганова | 250000 экз. |

### 1973 год
| Автор          | Наименование                                     | Перевод (если имеется)              | Тираж                 |
| -------------- | ------------------------------------------------ | ----------------------------------- | --------------------- |
| Анар           | Круг                                             | С азербайджанского                  |                       |
| С. Антонов     | Три повести                                      |                                     |                       |
| В. Берце       | В этом и моя судьба                              | С латышского                        |                       |
| П. Бровка      | Когда сливаются реки                             | С белорусского                      |                       |
| Е. Воробьёв    | Земля, до востребования                          |                                     |                       |
| Б. Горбатов    | Непокорённые. Донбасс                            |                                     |                       |
| Р. Кашаускас   | Глаза моей матери                                | С литовского                        |                       |
| Г. Панджикидзе | Камень чистой воды. Седьмое небо                 | С грузинского                       |                       |
| М. Петров      | Старый мултан                                    | С удмуртского (А. Дмитриев и автор) | 100 тысяч экземпляров |
| Л. Промет      | Иероглифы жизни                                  | С эстонского                        |                       |
| Ш. Рашидов     | Победители. Сильнее бури                         | С узбекского                        |                       |
| А. Рыбаков     | Водители. Екатерина Воронина. Неизвестный солдат |                                     |                       |
| В. Тендряков   | Избранное                                        |                                     |                       |
| С. Ханзадян    | Мхитар спарапет                                  | С армянского                        |                       |
| Г. Ходжер      | Амур широкий                                     |                                     |                       |

### 1980 год
| Автор              | Наименование                        | Перевод (если имеется)                               | Тираж                 |
| ------------------ | ----------------------------------- | ---------------------------------------------------- | --------------------- |
| Белов Василий      | Повести и рассказы                  |                                                      |                       |
| Гегешидзе Гурам    | Расплата. Романы, повести, рассказы | С грузинского (А. Беставашвили и В.Федоров-Циклаури) | 230 тысяч экземпляров |
| Гулиа Георгий      | Фараон Эхнатон. Роман, рассказы     |                                                      |                       |
| Дангулов Савва     | Кузнецкий мост. Роман. Книга 3-я    |                                                      |                       |
| Жимбиев Ц.         | Год огненной змеи. Романы.          | С бурятского                                         |                       |
| Икрами Джалол      | Поверженный. Роман.                 | С таджикского (В. Смирнова, Л. Бать)                 | 227 тысяч экземпляров |
| Канивец Владимир   | Ульяновы. Роман.                    | С украинского                                        |                       |
| Касымбеков Толеген | Сломанный меч. Роман                | С киргизского (Л.Лебедева)                           | 227 тысяч экземпляров |
| Конецкий Виктор    | Вчерашние заботы. Соленый лед.      |                                                      | 228 тысяч экземпляров |
| Носов Евгений      | В чистом поле... Повести. Рассказы. |                                                      |                       |
| Пермяк Евгений     | Очарование темноты. Романы          |                                                      |                       |
|                    | Литовские повести.                  |                                                      |                       |
| Рытхэу Юрий        | Айвангу. Роман. Повесть.            |                                                      | 226 тысяч экземпляров |
| Семенов Юлиан      | Семнадцать мгновений весны. Роман   |                                                      |                       |
| Матс Траат         | Сад Поммера. Романы.                | С эстонского                                         |                       |

### 1981 год
| Автор              | Наименование                                | Перевод (если имеется) | Тираж                 |
| ------------------ | ------------------------------------------- | --- | --------------------- |
| Бакунц Аксель      | Альпийская фиалка. Повести. Рассказы.       | С армянского (П. Макинцян, Маро Мазманян, М. Геворкян, А. Иоанисян, Ашот Сагратян, С. Хитарова, Е. Алексанян, Я. Хачатрян, В. Григорян) | 235 тысяч экземпляров |
| Брыль Янка         | Стежки, дороги, простор. Повести. Рассказы. | С белорусского (А. Островский, Д. Ковалев, Н. Кислик, Георгий Попов)                                                                    | 235 тысяч экземпляров |
| Гейдеко Валерий    | Горожане. Роман. Рассказы.                  | | 235 тысяч экземпляров |
| Загребельный Павло | Евпраксия. Первомост. Романы.               | С украинского | 229 тысяч экземпляров |
| Кадыров Пиримкул   | Звездные ночи. Роман.                       | С узбекского (Ю. Суровцев) | 235 тысяч экземпляров |
| Личутин Владимир   | Повести.                                    | | 229 тысяч экземпляров |
| Нилин Павел        | Знакомство с Тишковым. Повести.             | | 229 тысяч экземпляров |
| Орлов Владимир     | Гамаюн.                                     | | 235 тысяч экземпляров |
|                    | Молдавские повести.                         | | 235 тысяч экземпляров |
| Рыбаков Анатолий   | Тяжелый песок. Роман.                       | | 229 тысяч экземпляров |
| Симонов Константин | Разные дни войны. Дневник писателя. Том 1.  | | 240 тысяч экземпляров |
| Симонов Константин | Разные дни войны. Дневник писателя. Том 2.  | | 240 тысяч экземпляров |
| Тютюнник Григор    | Холодная мята. Повести. Рассказы.           | С украинского | 235 тысяч экземпляров |
| Чигринов Иван      | Плач перепелки. Оправдание крови. Романы.   | С белорусского | 235 тысяч экземпляров |
| Эльчин             | Смоковница. Повести. Рассказы               | С азербайджанского | 235 тысяч экземпляров |

### 1982 год
| Автор                    | Наименование                                           | Перевод (если имеется)                    | Тираж                 |
| ------------------------ | ------------------------------------------------------ | ----------------------------------------- | --------------------- |
| Ананьев Анатолий         | Годы без войны. Роман. Книги 1-я, 2-я                  |                                           | 240 тысяч экземпляров |
| Ананьев Анатолий         | Годы без войны. Роман. Книги 2-я, 3-я                  |                                           | 240 тысяч экземпляров |
| Астафьев Виктор          | Последний поклон. Повесть.                             |                                           | 242 тысяч экземпляров |
| Ахунов Гариф             | Ядро ореха. Роман. Повести                             | С татарского (Р. Ахунов)                  |                       |
| Бээкман Владимир         | И сто смертей. Роман. Повесть.                         | С эстонского (А. Таам)                    | 240 тысяч экземпляров |
| Гранин Даниил            | Место для памятника. Повести. Рассказы.                |                                           | 240 тысяч экземпляров |
| Капутикян Сильва         | Меридианы карты и души.                                | С армянского (Т. Смолянский)              | 240 тысяч экземпляров |
| Козько Виктор            | Високосный год. Повести.                               | С белорусского                            |                       |
| Пулатов Тимур            | Завсегдатай. Повести.                                  |                                           | 238 тысяч экземпляров |
| Сажин Петр Александрович | Севастопольская хроника. Повесть.                      |                                           | 240 тысяч экземпляров |
|                          | Сборник "Проза молодых". (К 60-летию образования СССР) | (сост. А. Гремицкая)                      | 240 тысяч экземпляров |
| Скуинь Зигмунд           | Нагота. Романы.                                        | С латышского (С. Цебаковский)             | 240 тысяч экземпляров |
| Миколас Слуцкис          | На исходе дня. Роман.                                  | С литовского (Б. Залесская, Г. Герасимов) | 240 тысяч экземпляров |
| Троепольский Гавриил     | Повести. Рассказы.                                     |                                           | 240 тысяч экземпляров |
| Чиладзе Отар             | И всякий, кто встретится со мной... Роман.             | С грузинского (Б. Резников)               | 240 тысяч экземпляров |
| Якубов Адыл              | Совесть. Романы.                                       | С узбекского                              | 240 тысяч экземпляров |

### 1983 год
| Автор                      | Наименование                                                                                       | Перевод (если имеется)                                       | Тираж                 |
| -------------------------- | -------------------------------------------------------------------------------------------------- | ------------------------------------------------------------ | --------------------- |
| Адамо́вич Алекса́ндр (Але́сь) | Хатынская повесть. Каратели                                                                        |                                                              | 265 тысяч экземпляров |
| Айвазян Агаси              | Треугольник. Повести. Рассказы                                                                     | С армянского (Анаит Баяндур, Елизавета Шатирян, Дж. Карумян) | 265 тысяч экземпляров |
| Алексеев Михаил            | Ивушка неплакучая. Роман.                                                                          |                                                              | 265 тысяч экземпляров |
| Алиева Фазу                | Корзина спелой вишни. Романы.                                                                      | С аварского                                                  | 265 тысяч экземпляров |
| Бондарев Юрий              | Тишина. Выбор. Романы.                                                                             |                                                              | 265 тысяч экземпляров |
| Досжан(ов) Дукенбай        | Шелковый путь. Роман. Рассказы                                                                     | С казахского                                                 | 265 тысяч экземпляров |
| Зульфикаров Тимур          | Мудрецы, цари, поэты                                                                               |                                                              | 265 тысяч экземпляров |
| Иванычук Роман             | Манускрипт с улицы Русской. Романы.                                                                | С украинского (Константин Трофимов)                          | 265 тысяч экземпляров |
| Иоселиани Отиа             | Звездопад. Романы. Повести.                                                                        | С грузинского                                                | 265 тысяч экземпляров |
| Казаков Юрий               | Рассказы.                                                                                          |                                                              | 265 тысяч экземпляров |
| Карелин Лазарь             | Ступени. Повести.                                                                                  |                                                              | 265 тысяч экземпляров |
| Ким Анатолий               | Собиратели трав. Повести.                                                                          |                                                              | 265 тысяч экземпляров |
| Трифонов Юрий              | Нетерпение. Отблеск костра. Роман. Повесть.                                                        |                                                              | 265 тысяч экземпляров |
| Тютюнник Григор            | Водоворот. Роман.                                                                                  | С украинского                                                | 265 тысяч экземпляров |
|                            | Эстонские повести (Эрни Крустен, Пауль Куусберг, Яан Кросс, Эйнар Маазик, Рейн Салури, Юри Туулик) | С эстонского                                                 | 265 тысяч экземпляров |

### 1984 год
| Автор           | Наименование                        | Перевод (если имеется) | Тираж       |
| --------------- | ----------------------------------- | ---------------------- | ----------- |
| В. Богомолов    | Момент истины                       |                        |             |
| Г. Глазов       | Расшифровано временем               |                        |             |
| Д. Гусаров      | За чертой милосердия. Цена человеку |                        |             |
| Ю. Давыдов      | Две связки писем                    |                        |             |
| М. Заринь       | Фальшивый Фауст                     |                        |             |
| М. Карим        | Такое долгое детство                |                        |             |
| Т. Каипбергенов | Сказание о Маман-бии                |                        |             |
| И. Кашафутдинов | Глубина                             |                        |             |
| А. Коптелов     | Точка опоры                         |                        |             |
| Г. Медынский    | Ступени жизни                       |                        |             |
| Ю. Мушкетик     | Позиция                             |                        |             |
| В. Петросян     | Одинокая орешина                    |                        |             |
| Ю. Пээгель      | Свет в родном окне                  |                        |             |
| Ю. Семенов      | Альтернатива                        |                        | 268000 экз. |
|                 | Узбекские повести                   |                        |             |

### 1985 год
| Автор                | Наименование                                               | Перевод (если имеется)                                       | Тираж                 |
| -------------------- | ---------------------------------------------------------- | ------------------------------------------------------------ | --------------------- |
| Айлисли Акрам        | Сказка о серебряных щипчиках. Повести. Рассказы.           | С азербайджанского (Т. Калякина)                             | 275 тысяч экземпляров |
| Беляускас Альфонсас  | Тогда в дождь. Роман.                                      | С литовского (Далия Кыйв)                                    | 275 тысяч экземпляров |
| Ваншенкин Константин | Графин с петухом. Повести. Рассказы.                       |                                                              | 275 тысяч экземпляров |
| Ильченко Александр   | Козацкому роду нет переводу. Роман.                        | С украинского (А. Островский, Г. Шипов)                      | 275 тысяч экземпляров |
| Кондратьев Вячеслав  | На поле овсянниковском. Повести. Рассказы.                 |                                                              | 275 тысяч экземпляров |
| Коптяева Антонина    | Дерзание. Роман.                                           |                                                              | 300 тысяч экземпляров |
| Кросс Яан            | Императорский безумец. Роман.                              | С эстонского (О. Самм)                                       | 275 тысяч экземпляров |
| Магауин Мухтар       | Голубое марево. Роман. Повести. Рассказы.                  | С казахского                                                 | 275 тысяч экземпляров |
| Распутин Валентин    | Век живи - век люби. Повести. Рассказы.                    |                                                              | 380 тысяч экземпляров |
|                      | Современный грузинский рассказ.                            | С грузинского (З. Ахвледиани, А. Беставашвили, А. Эбаноидзе) | 275 тысяч экземпляров |
| Тендряков Владимир   | Шестьдесят свечей. Роман. Повести.                         |                                                              | 300 тысяч экземпляров |
| Чаковский Александр  | Победа. Политический роман в 3 книгах Том 1 (книги 1 и 2). |                                                              | 385 тысяч экземпляров |
| Чаковский Александр  | Победа. Политический роман в 3 книгах Том 2 (книга 3).     |                                                              | 385 тысяч экземпляров |
| Шесталов Юван        | Синий ветер каслания. Повести.                             |                                                              | 275 тысяч экземпляров |
| Яковлев Егор         | Былого слышу шаг.                                          |                                                              | 275 тысяч экземпляров |

### 1989 год
| Автор         | Наименование                          | Перевод (если имеется) | Тираж |
| ------------- | ------------------------------------- | ---------------------- | ----- |
| М. Алигер     | Встречи и разлуки                     |                        |       |
| Анар          | Цейтнот                               | С азербайджанского     |       |
| С. Антонов    | Овраги. Васька                        |                        |       |
| С. Воронин    | Заброшенная вышка                     |                        |       |
| H. Думбадзе   | Кукарача                              | С грузинского          |       |
| Н. Есиненку   | Дерево нашей жизни                    | С молдавского          |       |
|               | Какая ты, Армения?                    | С армянского           |       |
| Ю. Олеша      | Зависть. Ни дня без строчки. Рассказы |                        |       |
| А. Платонов   | Ювенильное море. Котлован. Чевенгур   |                        |       |
| Ю. Пожера     | Рыбы не знают своих детей             | С литовского           |       |
| А. Приставкин | Ночевала тучка золотая                |                        |       |
| А. Рыбаков    | Тридцать пятый и другие годы          |                        |       |
| А. Таган      | Ключ от рая                           | С туркменского         |       |
| В. Шукшин     | Любавины                              |                        |       |
| Ю. Щеглов     | Святые Горы                           |                        |       |

### 1990 год
| Автор         | Наименование               | Перевод (если имеется) | Тираж |
| ------------- | -------------------------- | ---------------------- | ----- |
| Н. Байтемиров | Сито жизни                 |                        |       |
| А. Бек        | На другой день             |                        |       |
| Э. Бээкман    | Возможность выбора         |                        |       |
| О. Бокеев     | Человек-Олень              |                        |       |
| И. Волгин     | Последний год Достоевского |                        |       |
| В. Гроссман   | Жизнь и судьба             |                        |       |
| В. Дрозд      | Солнцеворот                |                        |       |
| А. Калинина   | Как ты ко мне добра        |                        |       |
| Г. Канович    | Козленок за два гроша      |                        |       |
| В. Маканин    | Отдушина                   |                        |       |
| А. Рыбаков    | 35-й и другие годы         |                        |       |
| В. Тендряков  | Кончина                    |                        |       |
| С. Турсун     | Три дня одной весны        |                        |       |
| А. Эбаноидзе  | ...Где отчий дом           |                        |       |

### 1991 год
| Автор       | Наименование                                           | Перевод (если имеется) | Тираж   |
| ----------- | ------------------------------------------------------ | ---------------------- | ------- |
| Й. Авижюс   | Потерянный кров. Книга 3. Книга 4.                     |                        |         |
| М. Алданов  | Истоки (Избранные произведения в 2-х тт.)              |                        | 300 000 |
| С. Алексеев | Рассказы из русской истории                            |                        |         |
| Т. Ахтанов  | Свет очага                                             |                        |         |
| М. Булгаков | Мастер и Маргарита. Театральный роман. Собачье сердце. |                        |         |
| А. Гогуа    | Елана                                                  |                        |         |
| В. Астафьев | Зрячий посох                                           |                        |         |
| Н. Нароков  | Могу                                                   |                        |         |
| В. Некрасов | Маленькая печальная повесть                            |                        |         |
| Ю. Тынянов  | Восковая персона. Кюхля                                |                        |         |
| М. Унт      | Повести. Рассказы.                                     |                        |         |
| М. Хвылевой | Синий ноябрь                                           |                        |         |
| А. Хакимов  | Плач домбры                                            |                        |         |
| Р. Эзера    | Невидимый огонь                                        |                        |         |